# Bernardino Castelli (pittore)

Bernardino Castelli, Ritratto di Francesco Falier, Ca' Rezzonico, Venezia

Bernardino Castelli (Arsiè, 15 giugno 1750 – Venezia, 24 febbraio 1810) è stato un pittore italiano.

## Biografia
Figlio di Francesco e Maria Elisabetta Forcellini, secondo quanto riferisce Domenico Maria Federici avrebbe dimostrato una naturale inclinazione per il disegno sin dalla tenera età. Dopo aver ricevuto una prima formazione a Feltre presso Giovanni D'Antona, dimostrò le sue doti ornando gli interni di villa Franzoja a Colmirano. Fu quindi condotto dal canonico Alvise Franzoja a Treviso e presentato al vescovo Paolo Francesco Giustiniani che, presolo sotto la sua tutela, gli permise di continuare gli studi.
Sin da questo momento si distinse nella ritrattistica e divenne celebre per un ritratto del Giustiniani che dovette poi replicare per tutte le parrocchie della diocesi. Realizzò inoltre delle pale d'altare: un San Lorenzo Giustiniani per la cappella del seminario di Treviso, un Transito di San Giuseppe per la parrocchiale di Rasai e un San Spiridione vescovo per quella di Coste. Nel corso del 1772, su commissione dei domenicani di San Nicolò a Treviso, realizzò diversi ritratti di personalità dell'ordine e ne restaurò altri, raccogliendoli tutti in una galleria della sala del capitolo (distrutta durante il bombardamento del 1944). Nel 1775, su invito del vescovo Giustiniani e di suo fratello Antonio, passò a Padova dove continuò a occuparsi di ritrattistica per privati.
Divenuto ormai noto, il Castelli si trasferì poi a Venezia e, nel 1782, entrò a far parte dell'Accademia. Raffigurò i dogi Paolo Renier e Ludovico Manin, i papi Pio VI e Pio VII. Nel 1792 si portò a Bologna e divenne socio dell'Accademia Clementina; lasciò alcuni ritratti anche a Ferrara.
Non aveva abbandonato, comunque, l'arte sacra, tanto da meritarsi il titolo di "pittore delle belle Madonnine". Tra i suoi ultimi lavori si citano una Susanna con i vecchioni, dipinto durante una delle gare di pittura organizzate da Girolamo Manfrin (gli altri concorrenti erano Jacopo Guarana e Giambattista Mengardi), un ritratto di Elisabetta Morosini Gattenburg raffigurata davanti al busti del suo avo Francesco Morosini, e un San Gerolamo Miani che raccoglie gli orfanelli per Girolamo Silvio Martinengo; quest'ultimo, rimasto incompiuto dopo la morte del Castelli, e fu terminato da Liberale Cozza.
Soddisfatto della protezione dei Giustiniani, non volle seguire il Canova che lo aveva invitato a Roma. Fu sepolto, a spese dei suoi mecenati, nella chiesa di San Giovanni Crisostomo.
Pittore alla moda che realizzava ritratti attenendosi rigorosamente alle fisionomie reali, del Castelli restano in realtà pochissime opere in quanto i numerosissimi dipinti elencati dal Federici e dal Moschini sono quasi tutti da rintracciare. Diversi lavori sono conservati al Museo Correr.